# Kimber Boh
Kimber Boh è un personaggio della trilogia di Shannara scritta da Terry Brooks. Appare nel terzo romanzo della serie di Shannara, La Canzone di Shannara.

## Storia
Kimber accompagna Brin Ohmsford alla ricerca dell'Ildatch; il loro incontro avviene quando Brin e Rone Leah, ormai orfani di Allanon, vanno alla ricerca nelle terre della Pietra del Focolare di una guida chiamata Cogline che li accompagni alla vecchia palude foresta Mealmord nella Terra dell'Est.
La giovane Kimber è rimasta orfana, i suoi genitori sono stati uccisi dagli gnomi; Cogline l'ha trovata e adottata insegnandole a sopravvivere in quelle terre. Insieme hanno curato un gatto della palude, Baffo, che comunica e obbedisce a Kimber.
Tra Kimber e Brin nasce un'amicizia che le porta subito a creare tra loro un legame speciale; Kimber convince il nonno Cogline a fare da guida e addirittura si propone di partire tutti insieme per la vecchia palude. Però prima di partire consiglia alla sua amica di andare dallo Spettro del Lago per carpirgli informazione riguardo al viaggio.
La piccola compagnia (Kimber, Brin, Cogline, Rone e Baffo) ha modo di saggiare le difficoltà della missione scontrandosi con gli gnomi-ragno accampati ai margini della Vecchia Palude e le Malebestie che quasi uccidono Brin.
Successivamente si dirigono in un tunnel situato sotto Graymark attraverso cui giungeranno a Maelmord; però durante l'itinerario sotterraneo Brin abbandona il resto della compagnia per non mettere i suoi amici in pericolo; nonostante ciò Kimber intuisce che la sua amica ha bisogno ancora del loro aiuto e le manda indietro il suo gatto Baffo che la raggiunge e la salva da orrende creature che la stanno per attaccare.
Una volta salva, Brin chiede a Baffo di non seguirla, perché deve andare da sola incontro alla sua tremenda missione; Kimber appena incontra il gatto capisce tutto e spiega al resto della compagnia quanto dolore provi la sua amica a lasciarli indietro, ma la missione richiederebbe la loro vita.
In ogni caso anche se non al fianco di Brin, Kimber insieme al resto della compagnia mostra il suo coraggio combattendo contro le Mortombre che numerose li attaccano; Kimber si difende e in più di un'occasione dimostra il suo coraggio aiutando il nonno durante gli attacchi delle creature oscure. Fortunatamente Brin distrugge il libro del male e di conseguenza anche le Mortombre che attaccano il resto della compagnia.
Kimber è in prima fila ad abbracciare la sua amica Brin quando ritorna accompagnata da Baffo che le ha indicato la strada del ritorno. Alla fine della missione Kimber e il nonno decidono di ritornare alla loro casa alla Pietra del Focolare e salutano i loro amici; sanno che si rivedranno e che lei e Brin manterranno nel tempo un legame speciale.